# (146921) Michaelbuckley
(146921) Michaelbuckley est un astéroïde de la ceinture principale.

## Description
(146921) Michaelbuckley est un astéroïde de la ceinture principale. Il fut découvert le 6 février 2002 à Kitt Peak par Marc William Buie. Il présente une orbite caractérisée par un demi-grand axe de 3,05 UA, une excentricité de 0,13 et une inclinaison de 2,0° par rapport à l'écliptique.